# Lutz Schega
Lutz Schega (* 1964) ist ein deutscher Sportwissenschaftler und Hochschullehrer.

## Leben
Schega studierte von 1985 bis 1989 Sportwissenschaft an der Deutschen Hochschule für Körperkultur (DHfK) in Leipzig, seine Diplomarbeit schrieb er über das Thema „Zur Anwendung von Stundenbildern für das Rollstuhlbasketballspiel und deren Wirksamkeit auf Komponenten der körperlichen Leistungsfähigkeit - überprüft an Bedingungen des Sportabzeichenprogramms der DDR“. Von 1990 bis 1996 war er in Zwickau beruflich als Sporttherapeut und Geschäftsführer eines Rehabilitationszentrums tätig und schrieb gleichzeitig seine Doktorarbeit (Titel: „Zur Belastungssteuerung in der Schwimmtherapie mit Herzinfarktrehabilitanden auf der Grundlage unterschiedlicher spiroergometrischer Diagnosen“), die er 1994 an der Technischen Universität Chemnitz-Zwickau abschloss.
In der Zeit von 1996 bis 2004 hatte Schega an der Universität Leipzig eine Stelle als wissenschaftlicher Assistent inne, 2003 wurde seine Habilitation (Titel: „Leistungsdiagnostisches Konzept zur Bewegungs- und Sporttherapie von KHK-Patienten: zur Einschätzung der Belastungs-Beanspruchungssituation im Medium Wasser“) angenommen. In den Jahren 2004 und 2005 arbeitete er als Wissenschaftler an der Katholieke Universiteit Leuven in Belgien, war von 2006 bis 2008 als Leiter der Sportakademie des Freistaates Thüringen tätig. Von 2008 bis 2010 absolvierte Schega ein weiteres Studium im Bereich Gesundheitssport an der Fachhochschule Magdeburg-Stendal.
In den Jahren 2009 und 2010 hatte Schega am Institut für Arbeitsmedizin der Otto-von-Guericke-Universität Magdeburg eine Stelle als wissenschaftlicher Mitarbeiter inne, 2011 legte er einen Forschungsaufenthalt als Gastprofessor an der Boston University in den Vereinigten Staaten ein, anschließend trat er am Institut für Sportwissenschaft der Otto-von-Guericke-Universität Magdeburg eine Professur für Training und Gesundheit an. 2016 wurde sein Lehrstuhl in „Gesundheit und körperliche Aktivität“ umbenannt.
Schegas Forschungsschwerpunkte liegen in den Bereichen Gesundheits- und Rehabilitationssport (etwa durch Schwimmsport), in der Gesundheitsförderung, der Leistungsdiagnostik sowie dem Behindertensport.